# Lars-Eric Petersen
Lars-Eric Petersen (* 1965) ist ein deutscher Sozialpsychologe und Hochschullehrer.

## Werdegang
Lars-Eric Petersen studierte von 1985 bis 1992 Psychologie an der Universität Kiel (Diplom). Danach erhielt er ein Promotionsstipendium der Universität Kiel. Er promovierte 1994 bei Dieter Frey und Uwe Grau. Von 1994 bis 1996 arbeitete er im DFG-Forschungsprojekt Selbstkonzept und Informationsverarbeitung von Dagmar Stahlberg. Im Anschluss daran wechselte er an die Universität Halle und arbeitete dort als wissenschaftlicher Assistent von 1996 bis 2000. Nach der Habilitation 2000 am Fachbereich Geschichte, Philosophie und Sozialwissenschaften der Universität Halle (Venia legendi für die gesamte Psychologie, Gutachter Bernd Six, Peter Borkenau, Dagmar Stahlberg und Claudia Dalbert) vertrat er die Professur für Sozialpsychologie an der Universität Dresden. Seit 2002 ist er wieder an der Universität Halle tätig, seit 2009 als außerplanmäßiger Professor.

## Forschungsschwerpunkte
Seine Forschungsschwerpunkte sind Selbstkonzept und Informationsverarbeitung, Selbstmitgefühl, Stereotype und Vorurteile, soziale Diskriminierung durch Individuen und Gruppen, unethisches Verhalten in Organisationen, Diversity Management sowie Stresserleben und Stressbewältigung im Arbeitskontext. Zu diesen Themen publizierte Petersen zusammen mit anderen Forschenden mehr als 60 Buchkapitel und Forschungsartikel.

## Auszeichnungen
- Best Paper Award 2007 vom Center of Creative Leadership und der European Association of Work and Organizational Psychology für den zusammen mit Jörg Felfe im European Journal of Work and Organizational Psychology publizierten Artikel Romance of leadership and management decision making[5]
- Saroj Parasuraman Outstanding Publication Award 2009 von der Academy of Management für den zusammen mit Jörg Dietz im Journal of Applied Psychology publizierten Artikel Employment discrimination: Authority figures’ demographic preferences and followers’ affective organizational commitment[6]

## Veröffentlichungen (Auswahl)
- Selbstkonzept und Informationsverarbeitung. Der Einfluss des Selbstkonzeptes auf die Suche und Verarbeitung selbstkonzeptrelevanter Informationen und auf die Personenwahrnehmung. Essen 1994, ISBN 3-89206-620-5.
- mit Dagmar Stahlberg und Dirk Dauenheimer: Effects of self-schema elaboration on affective and cognitive reactions to self-relevant information. Genetic, Social, & General Psychology Monographs, Band 126, 2000, 25–42.
- mit Hartmut Blank: Ingroup bias in the minimal group paradigm shown by three-person groups with high or low state self-esteem. European Journal of Social Psychology, Band 33, 2003, S. 149–162.
- mit Jörg Dietz: Prejudice and enforcement of workforce homogeneity as explanations for employment discrimination. Journal of Applied Social Psychology, Band 35, 2005, S. 144–159.
- mit Bernd Six (Hrsg.): Stereotype, Vorurteile und soziale Diskriminierung. Theorien, Befunde und Interventionen. Weinheim 2008, ISBN 3-621-27645-9.
- mit Franciska Krings: Are ethical codes of conduct toothless tigers for dealing with employment discrimination? Journal of Business Ethics, Band 85, 2009, S. 501–514.
- Self-compassion and self-protecting strategies: The impact of self-compassion on the use of self-handicapping and sandbagging. Personality and Individual Differences, Band 56, 2014, S. 133–138.
- mit Nancy Tandler und Martin Krüger (als Co-Autor): Better battles by a self-compassionate partner? The mediating role of personal conflict resolution styles in the association between self-compassion a0nd satisfaction in romantic relationships. Journal of Individual Differences, Band 42, 2021, S. 91–98.